# Space Command
Space Command war die erste kanadische Science-Fiction-Fernsehserie und wurde vom 13. März 1953 bis 29. Mai 1954 im englischsprachigen Gebiet des Landes live aus dem CBC-Studio in Toronto ausgestrahlt. Vorbild war die US-amerikanische Serie Captain Video and His Video Rangers. Die Serie gilt mit Ausnahme einer Episode als verschollen, obwohl die Livesendungen mittels Kinescope aufgezeichnet worden waren. Vermutlich wurden die übrigen Kinescopeaufnahmen, wahrscheinlich 16-mm-Filmmaterial, Anfang der 1970er Jahre zur Silbergewinnung vernichtet.

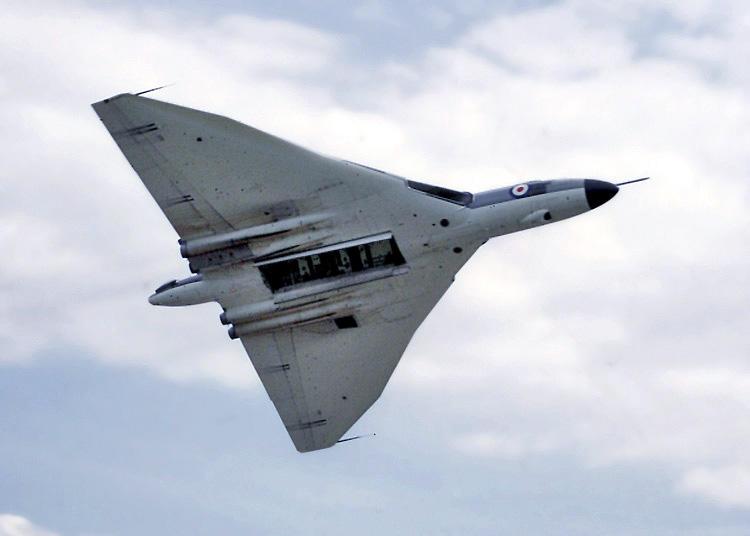
Avro Vulcan

Das Raumschiff XSW1, Besatzung Captain Steve Cassel, Phil Mitchell und Frank Anderson, erkundet das Sonnensystem auf der Suche nach außerirdischen Intelligenzen. Es untersteht dem Space Command unter der Leitung von Dr. Joseph Edmunds, der von der Funkerin Ilene Morris unterstützt wird. Einer der Hauptdarsteller war James Doohan. Angeblich trat William Shatner in mehreren Episoden auf, doch ist dies nicht gesichert. Im Abspann sind Dokumentarfilmaufnahmen einer Avro Vulcan sowie einer Rakete montiert.